# آفتاب‌پرست گچ‌دوست
آفتاب‌پرست گچ‌دوست، آقتاب پرست ماکوئی (نام علمی: Heliotropium gypsaceum) نام یک گونه از سردهٔ آفتاب‌پرست است. سردهٔ آفتاب‌پرست در ایران ۴۷ گونهٔ علفی یک ساله و چند ساله دارد که در سراسر ایران پراکنده‌اند. آفتاب‌پرست گچ‌دوست یکی از ۴۷ گونهٔ موجود در ایران است.